# Port de Mussalo
Le port de Mussalo est une des parties du port de Hamina-Kotka située dans le quartier Mussalo de Kotka en Finlande. 

## Présentation
Le port de Mussalo dispose de terminaux de conteneurs, de vrac et de liquide ainsi que d'une grande zone logistique dont font partie les zones logistiques de Hanskinmaa, de Palaslahti et de Kotolahti.
La voie ferrée de Kotka passe par le pont de Norssalmi (fi) pour desservir le port de Mussalo.
La route régionale 355 est l'axe routier principal du port de Mussalo.